# Pseudochalcura septuosa
Pseudochalcura septuosa är en stekelart som beskrevs av John M. Heraty 1986. Pseudochalcura septuosa ingår i släktet Pseudochalcura och familjen Eucharitidae. Inga underarter finns listade i Catalogue of Life.